# Aleksandrs Starkovs
Aleksandrs Starkovs (ros. Александр Петрович Старков, Aleksandr Pietrowicz Starkow, ur. 26 lipca 1955 w Madonie) – łotewski piłkarz i trener piłkarski pochodzenia rosyjskiego. Przez jedenaście lat był szkoleniowcem klubu Skonto Ryga, z którym jedenastokrotnie triumfował w rozgrywkach ligowych. Od 2001 do 2004 pełnił obowiązki selekcjonera reprezentacji Łotwy. Jako pierwszy trener w historii wprowadził ją do wielkiej piłkarskiej imprezy. Po Euro 2004 pracował w Spartaku Moskwa. Od kwietnia 2007 po raz drugi jest trenerem Łotwy.

## Kariera piłkarska
Występował na pozycji napastnika, najdłużej, aż trzynaście lat grał w barwach Daugavy Ryga, w której barwach zdobył 110 goli w 301 meczach. W 1977 roku był najlepszym strzelcem radzieckiej drugiej ligi.
- 1973-75 –  RPI Madona
- 1975-77 –  Daugava Ryga
- 1977-78 –  Dinamo Moskwa
- 1978-89 –  Daugava Ryga

## Kariera szkoleniowa
Od 1993 do 2004 był trenerem Skonto Ryga, z którym jedenastokrotnie w latach 1993–2003 zdobywał mistrzostwo kraju. W tym samym czasie był asystentem kolejnych selekcjonererów reprezentacji Łotwy.
W 2001 przejął stery drużyny narodowej i po raz pierwszy w historii wprowadził ją do wielkiego turnieju – Euro 2004. Łotysze w barażach ograli Turcję. Na boiskach Portugalii zaprezentowali się słabiej i po dwóch porażach i bezbramkowym remisie (z Niemcami) zajęli ostatecznie czwarte miejsce w grupie.
Starkovs po mistrzostwach przyjął propozycję prowadzenia Spartaka Moskwa. W 2005 zdobył z nim wicemistrzostwo Rosji. Został zwolniony w kwietniu 2006 na wniosek kibiców klubu.
- 1991-93 –  Daugava Ryga, asystent Janisa Skerledisa
- 1992-94 –  reprezentacja Łotwy U-21
- 1993-04 –  Skonto Ryga
- 1995-01 –  reprezentacja Łotwy, asystent kolejnych selekcjonerów
- 2001-04 –  reprezentacja Łotwy
- 2004-06 –  Spartak Moskwa
- od 2007 –  reprezentacja Łotwy

## Sukcesy szkoleniowe
- mistrzostwo Łotwy 1993, 1994, 1995, 1996, 1997, 1998, 1999, 2000, 2001, 2002 i 2003 oraz Puchar Łotwy 1995, 1997, 1998, 2000, 2001 i 2002 ze Skonto Ryga
- wicemistrzostwo Rosji 2005 ze Spartakiem Moskwa
- awans do Euro 2004 i start w tym turnieju (faza grupowa) z reprezentacją Łotwy